# داريو كاسيريس
داريو كاسيريس (بالإسبانية: Darío Cáceres)‏ هو لاعب كرة قدم باراغواياني، ولد في 26 يناير 1998 في Pirayú ‏ في باراغواي. لعب مع نادي لانوس.

## وصلات خارجية
- داريو كاسيريس على موقع قاعدة بيانات كرة القدم.إي يو (الإنجليزية)
- داريو كاسيريس على موقع Soccerway.com (الإنجليزية)
- داريو كاسيريس على موقع GSA (الإنجليزية)